# Kopalina (Ścigów)
Kopalina (dodatkowa nazwa w j. niem. Kopaline) – przysiółek wsi Ścigów w Polsce położona w województwie opolskim, w powiecie krapkowickim, w gminie Strzeleczki. Historycznie leży na Górnym Śląsku, na ziemi prudnickiej.
W latach 1975–1998 miejscowość należała administracyjnie do ówczesnego województwa opolskiego. Do 1956 należała do powiatu prudnickiego.
Miejscowość wchodzi w skład sołectwa Ścigów. Przecina ją droga leśna o lokalnej nazwie Szczeleczōnka, prowadząca ze Strzeleczek w kierunku północno-zachodnim do Śródlesia.

## Nazwa
W gwarach prudnickich nazwa miejscowości występuje jako Kopalina (odmiana: dzie miyszkył? na Kopalinie; jadã na Kopalinã; miyndzy Prudnikã, a Kopalinył).

## Historia
Miejscowość powstała na przełomie XVIII i XIX wieku. Była to kolonia zamieszkała przez chałupników.

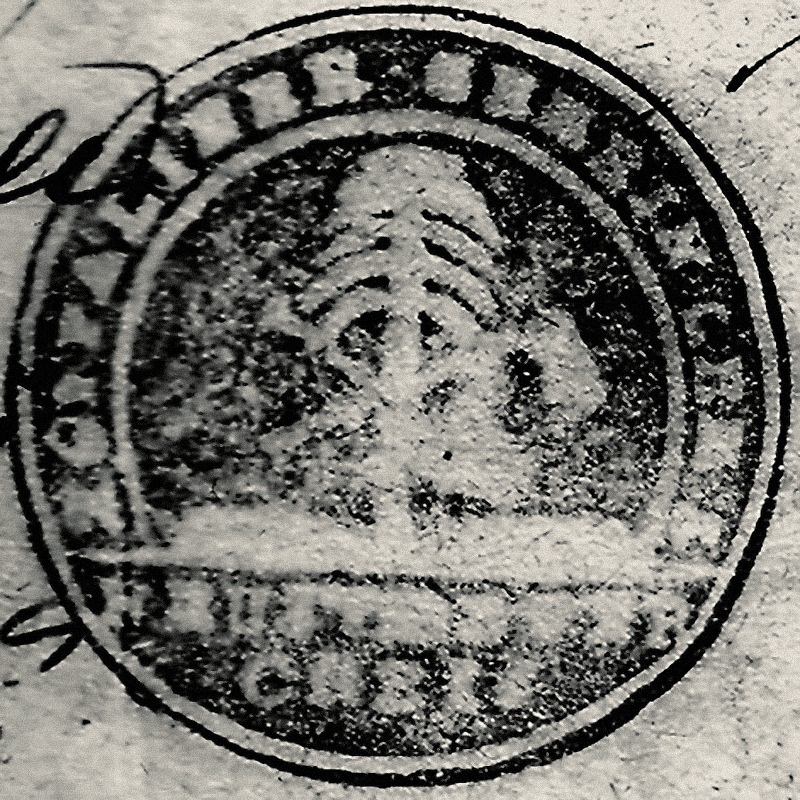
Pieczęć Kopaliny (1855)

Wieś posiadała swoją własną pieczęć, która przedstawiała w polu drzewo, za nim skrzyżowane topór i łopata, a w otoku napis: KOPPALINER: GEMEIN: GEM: S / NEUSTAEDTER CREIS (pol. Gmina Kopalina / Powiat Prudnicki). W 1921 w zasięgu plebiscytu na Górnym Śląsku znalazła się tylko część powiatu prudnickiego. Kopalina znalazła się po stronie wschodniej, w obszarze objętym plebiscytem.
W czasie II wojny światowej w Kopalinie utworzono podobóz Stalag VIII B/E191 obozu jenieckiego w Łambinowicach dla jeńców z imperium brytyjskiego.
W spisie gromad i miejscowości w powiecie prudnickim na dzień 1 stycznia 1953 wymieniono Kopalinę jako przysiółek Ścigowa. Według stanu na 31 grudnia 2010 miejscowość liczyła 20 mieszkańców.

## Bezpieczeństwo
Do 1998 bezpieczeństwo pożarowe w Kopalinie było nadzorowane przez Komendę Rejonową PSP w Prudniku.
Miejscowość jest pod opieką dzielnicowego rejonu służbowego nr 8 Komendy Powiatowej Policji w Krapkowicach.
Teren miejscowości, jak i całej gminy Strzeleczki, położony jest w strefie nadgranicznej w związku z czym Straż Graniczna dysponuje, na tym obszarze, specjalnymi kompetencjami w zakresie bezpieczeństwa. Gminę Strzeleczki obejmuje zasięgiem służbowym placówka Straży Granicznej w Opolu ze Śląskiego Oddziału SG.